# 科罗统计区
科罗统计区，是斯洛文尼亚的一个统计区。该统计区位於斯洛維尼亞北部，與奧地利接壤，最大的城市为斯洛文尼格拉代茨。2015年科罗统计区面積1,041平方公里，人口71,218人。